# Clathurellidae
Clathurellidae es una familia monofilética de caracoles marinos de la superfamilia Conoidea, generalmente de tamaño pequeño a mediano.

## Taxonomía
De acuerdo a la clasificación taxonómica de los moluscos gasterópodos realizada por Bouchet & Rocroi (2005), Clathurellinae fue clasificada como una subfamilia de Conidae. Sin embargo, en un estudio del 2011 realizado por Bouchet y colaboradores, se incorporaron algunos géneros de la subfamilia Clathurellinae en una nueva familia, Clathurellidae, elevando así el estatus taxonómico del grupo. Este último se basó en caracteres anatómicos y un conjunto de datos de secuencias moleculares de tres fragmentos de genes.

## Descripción
Las especies de esta familia tienen conchas fusiformes de tamaño pequeño a mediano que presentan una ornamentación fuerte. El ápice es mamilar. El seno anal es varicoso y toca la rampa sutural. La columella es tuberculada posteriormente y rugosa por delante. Carece de pliegues columelares. El canal sifonal es ligeramente curvado y varía en longitud entre corto  a moderadamente largo (como en Glyphostoma rostrata). El opérculo siempre está ausente en esta familia.
La familia Clathurellidae parece diferir de la familia Mangeliidae principalmente en sus verticilos más redondeados y su escultura cancelada.

## Géneros
Los géneros dentro de la familia Clathurellidae incluyen:
- Acrista Hedley, 1922
- Adanaclava Bartsch, 1950
- Clathurella Carpenter, 1857
- Comarmondia Monterosato, 1884 - sinónimos: Bellardia Bucquoy, Dautzenberg y Dollfus, 1883; Bellardiella P. Fischer, 1883; Bellatula Strand, 1929
- Corinnaeturris Bouchet & Warén, 1980
- Crockerella Hertlein & Strong, 1951
- Etrema Hedley, 1918 - sinónimo: Iraqetrama Dance & Eames, 1966
- Etremopa Oyama, 1953
- Etremopsis Powell, 1942
- Euclathurella Woodring, 1928
- Euglyphostoma Woodring, 1970
- Glyphostoma Gabb, 1873
- Glyphostomops Bartsch, 1934
- Lienardia Jousseaume, 1884
- Nannodiella Dall, 1919
- Paraclathurella Boettger, 1895
- Pleurotomoides Bronn, 1831
- Pseudoetrema Oyama, 1953
- Strombinoturris Hertlein y Strong, 1951
- Turrella Laseron, 1954